# Алі Мохамед
Алі Мохамед Мухаммад Аль Фаз (фр. Ali Mohamed Muhammad Al Faz), більш відомий як Алі Мохамед (фр. Ali Mohamed, нар. 7 жовтня 1995, Ніамей)— нігерський професійний футболіст, півзахисник ізраїльського клубу «Маккабі» (Хайфа) та національної збірної Нігеру.

## Клубна кар'єра

### Рання кар'єра
Мохамед розпочав свою кар'єру в нігерському клубі АСФАН, дебютувавши у складі першої команди у віці 17 років. У 2013 році він приєднався до молодіжної команди «Бордо», періодично тренуючись з резервною командою.
Влітку 2015 року він підписав контракт з «Бейтар Тель-Авів Рамла». 7 вересня він дебютував за клуб у матчі проти «Бней Лода», який завершився поразкою «Бейтара» з рахунком 4:1. 19 лютого 2016 року він забив свій перший гол у переможному матчі проти «Бней-Лода» (3:2).
6 липня Мохамед підписав контракт з «Маккабі» (Нетанья). 17 березня 2017 року він забив свій перший гол за клуб у переможному матчі проти «Хапоель Катамон» (Єрусалим) (4:0). Мохамед завершив сезон з одним голом і п'ятьма асистами.
22 січня 2018 року Мохамед підписав новий контракт з «Маккабі Нетанья» до кінця сезону 2019—2020. У новому контракті пункт про його звільнення був встановлений на суму 2,5 мільйона доларів.

### Бейтар Єрусалим
10 червня 2019 року Мохамед підписав трирічний контракт з єрусалимським «Бейтаром» за 1,7 млн євро. Після його підписання з клубом група вболівальників клубу під назвою La Familia подала петицію про зміну його мусульманського імені, незважаючи на те, що Мохамед був християнином.
У листопаді Мохамед став жертвою расистських образ від власних уболівальників під час відкритого тренування. Власник клубу Моше Хогег виступив на підтримку Мохамеда, заявивши, що клуб подаватиме судові позови проти La Familia та будь-яких уболівальників клубу, які виявлятимуть расистські образи у бік гравця.

## Міжнародна кар'єра
6 вересня 2013 року Мохамед дебютував у національній футбольній збірній Нігеру в домашньому матчі проти Буркіна-Фасо у рамках кваліфікації до чемпіонату світу 2014 року.

## Особисте життя
Хоча його ім'я вказує на його мусульманське походження (покійний батько футболіста сповідував іслам), Мохамед стверджує, що єхристиянином, як і його матір.
Має статус постійного мешканця Ізраїлю.

## Досягнення
Маккабі Нетанія
- Ліга Леуміт : 2016–17

Бейтар Єрусалим
- Кубок Тото : 2019–20

Маккабі Хайфа
- Прем'єр-ліга Ізраїлю : 2021–22, 2022–23
- Кубок Тото: 2021–22
- Суперкубок Ізраїлю : 2021, 2023